# 丹瑞安廣場 (加利福尼亞州)
丹瑞安廣場（英語：Dan Ryan Place）是位於美國加利福尼亞州拉森縣的一個非建制地區。該地的面積和人口皆未知。

## 地理
丹瑞安廣場的座標為41°08′59″N 120°49′02″W / 41.14972°N 120.81722°W，而該地的平均海拔高度為1474米（即4836英尺）。